# Skorupki (województwo warmińsko-mazurskie)
Skorupki (niem. Skorupken, od 1927 Schalensee) – wieś w Polsce położona w województwie warmińsko-mazurskim, w powiecie giżyckim, w gminie Ryn.
W latach 1975–1998 miejscowość położona była w województwie suwalskim. 

Walory turystyczne to m.in.: pole namiotowe oraz tawerna.